# Bythogenes
Bythogenes é um gênero de mariposa pertencente à família Acrolophidae.